# Oblężenie Malty (1940–1942)
Oblężenie Malty – walki o Maltę w latach 1940–1942 pomiędzy Włochami i Niemcami a Wielką Brytanią i jej sojusznikami, będące częścią kampanii śródziemnomorskiej w czasie II wojny światowej.
Strategicznie ważna wyspa Malta broniona przez Royal Air Force i Royal Navy była atakowana przez lotnictwo oraz marynarkę wojenną Włoch i Niemiec. Wyspa była kluczowa w kampanii północnoafrykańskiej. Brytyjski premier Winston Churchill nazwał wyspę niezatapialnym lotniskowcem. Brytyjskie lotnictwo i marynarka mogły atakować z wyspy konwoje Osi wiozące zaopatrzenie i uzupełnienia dla Afrika Korps dowodzonego przez Erwina Rommla. Stwierdził on, że bez zdobycia Malty Oś straci kontrolę nad sytuacją w Afryce.
Malta była jednym z najintensywniej bombardowanych rejonów w czasie II wojny światowej. Niemiecka Luftwaffe i włoska Regia Aeronautica wykonały 3 tysiące nalotów na wyspę w czasie dwóch lat. Państwa Osi przygotowały plany operacji „Herkules”, czyli połączonego desantu morsko-powietrznego na wyspę, lecz nigdy nie doszło do jej realizacji. Alianckie konwoje były w stanie zaopatrywać wyspę, ponosząc przy tym wielkie straty. Miało to główne znaczenie w alianckim zwycięstwie w kampanii afrykańskiej.

## Wprowadzenie
Malta była znacząca brytyjską bazą wojsk i marynarki i jedyną pomiędzy Gibraltarem i Aleksandrią. Mimo to, dowództwo brytyjskiej Floty Śródziemnomorskiej zostało przeniesione z Valletty (stolicy wyspy) do Aleksandrii w połowie lat trzydziestych.
Obawiano się o obronność wyspy oddalonej od Wielkiej Brytanii, a niedalekiej od Włoch. W lipcu 1939 roku umieszczono na Malcie kilka baterii przeciwlotniczych i myśliwców. Brytyjskie dowództwo miało wątpliwości w maju 1940 roku, czy wyspę da się utrzymać. Francuski minister Paul Reynaud ogłosił wtedy, że sytuacja we Francji jest dramatyczna. Liczono, że Benito Mussolini dotrzyma umów międzynarodowych. Malta miała więc małe znaczenie dla brytyjskiego dowództwa. Była słabo strzeżona aż do przystąpienia Włoch do wojny 10 czerwca 1940 roku. Tylko 6 z 12 dwupłatowych samolotów Gloster Sea Gladiator obecnych na wyspie było gotowych do działania. Niemniej jednak samoloty morskie RAF-u i Royal Navy oraz brytyjskie okręty podwodne stanowiły poważne zagrożenie dla komunikacji Osi pomiędzy Europą i Północną Afryką. Dlatego też obie strony musiały docenić znaczenie Malty.

## Pierwsza faza 1940-41

### Ataki włoskie

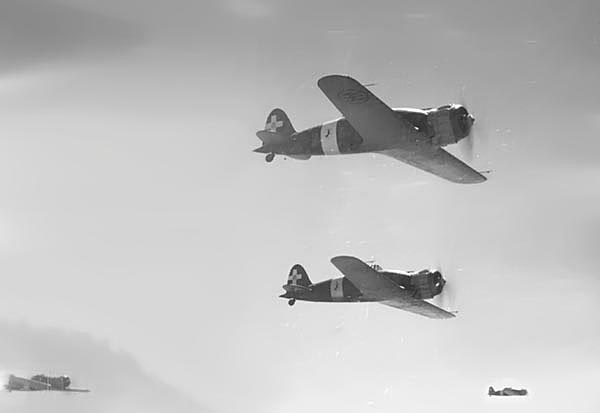
Włoskie myśliwce Macchi 200

11 czerwca 1940, dzień po przystąpieniu Włoch do wojny, włoskie lotnictwo zaatakowało Maltę. Większość włoskich wojsk lądowych było skupionych na nadchodzącej inwazji na Grecję. Dlatego też Włosi ograniczyli się do bombardowań. Pierwszego dnia włoskie bombowce CANT Z.1007 zrzuciły bomby na Wielki Port, lotniska Ħal Far i Kalafrana. W siedmiu atakach zostało zabitych 11 cywili i 6 żołnierzy, a 130 cywili i kilku żołnierzy odniosło rany.
Przestarzałe myśliwce Gloster Sea Gladiator w liczbie sześciu maszyn zostały zgrupowane w eskadrę Ħal Far; nie były one w stanie operować z niedokończonego lotniska w Luqa i musiały operować z Ħal Far.
Podczas oblężenia wielkim problemem było zaopatrywanie jednostek, przez co Brytyjczycy mieli ograniczone możliwości. Obie strony zdawały sobie sprawę ze znaczenia strategicznego wyspy, przez co zaangażowano do walki znaczne siły morskie i lotnicze. Zaowocowało to sporymi stratami. Brytyjczycy wysyłali zaopatrzenie nawet na okrętach podwodnych.
Na początku lipca Gladiatory zostały wsparte przez myśliwce Hawker Hurricane, a w sierpniu zostały zorganizowane w dywizjon 261, gdy dwanaście z nich dostarczył lotniskowiec HMS „Argus” (była to pierwsza z kilku dostaw myśliwców na lotniskowcach). Następna dostawa Hurricane’ów i Blackburn Skua – 17 listopada – skończyła się tragedią: wskutek wypadku stracono trzy Hurricane’y, dwa z nich rozbiły się, jeden z pilotów został uratowany przez łódź latającą Short Sunderland.

### Przybycie Luftwaffe

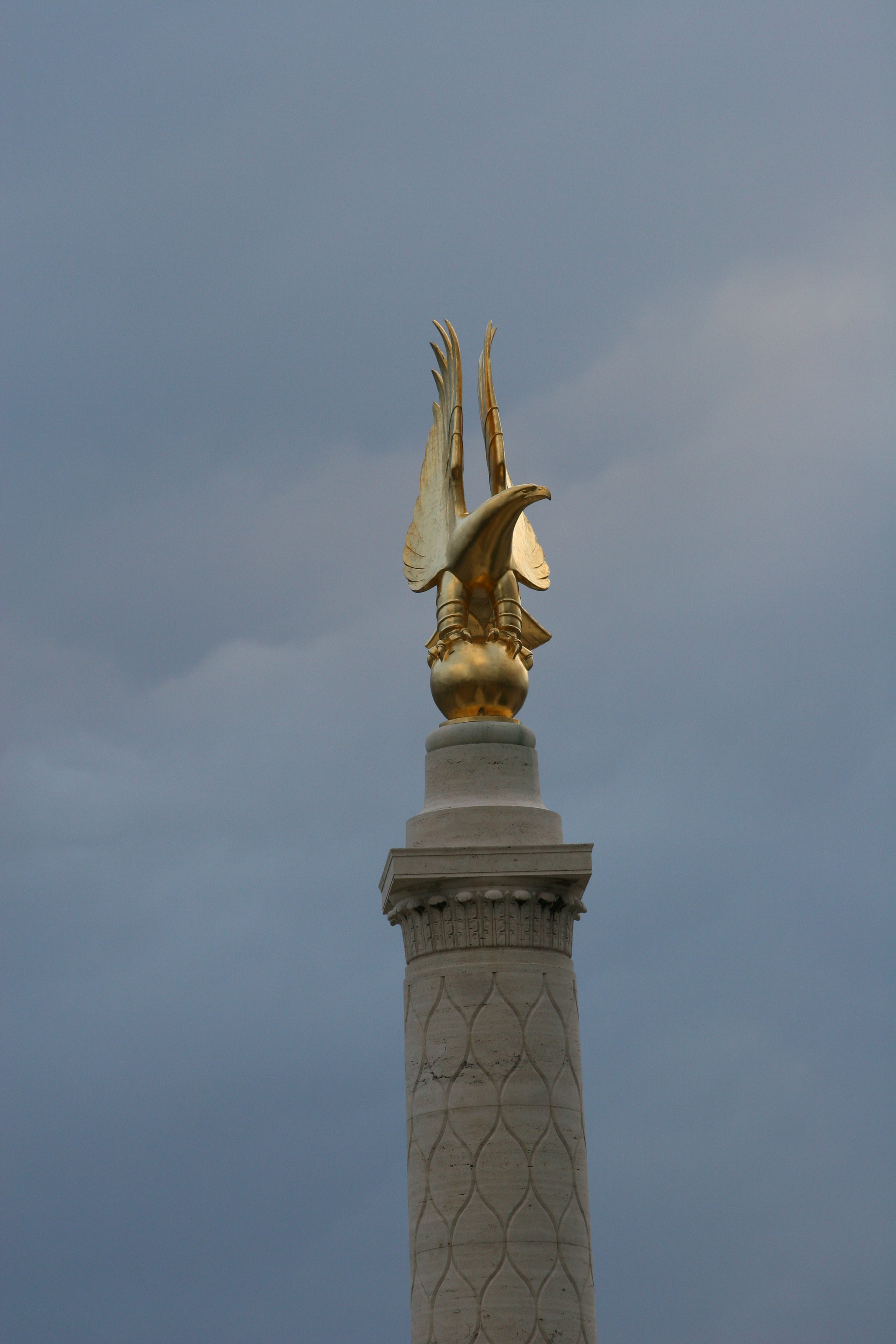
Pomnik pamięci lotników Brytyjskiej Wspólnoty Narodów we Florianie

W styczniu 1941 roku przybył niemiecki X Fliegerkorps. Doprowadziło to do częstych nalotów na Maltę. Do nagłego wzrostu strat wśród brytyjskich myśliwców doszło, gdy dołączyła do nich eskadra myśliwców Messerschmitt Bf 109 z Jagdgeschwader 26 z asem myśliwskim Joachimem Münchebergiem. Brytyjscy piloci mieli małe doświadczenie bojowe, a ich myśliwce były „zużyte”. W następnych czterech miesiącach kilka Bf 109 zostało uszkodzonych bądź zestrzelonych.
W styczniu 1941 brytyjski lotniskowiec HMS „Illustrious” został poważnie uszkodzony przez niemieckie bombowce Junkers Ju 87. Zginęło 126 członków załogi, a 91 zostało rannych. Lotniskowiec zacumowano w Wielkim Porcie dla wykonania pilnych napraw. Gdy okręt był naprawiany, nabrzeże było celem ciężkich bombardowań, ale przetrwał. W połowie 1941 zostały sformowane nowe eskadry – No. 185 i No. 126, a obrońcy otrzymali pierwsze myśliwce Hurricane Mk II uzbrojone w działka. Lotniskowce dostarczyły łącznie 81 myśliwców pomiędzy kwietniem a majem. W tych miesiącach przybyły również pierwsze bombowce Bristol Blenheim i Bristol Beaufighter. 1 czerwca wicemarszałek lotnictwa F.H. Maynard dowodzący obroną powietrzną wyspy został zastąpiony przez Hugh Pughe’a Lloyda. Obrońcy byli gotowi do przeprowadzenia ruchów ofensywnych. Około 60% statków Osi zatonęło w drugiej połowie roku 1941. Siły Osi w Afryce potrzebowały 45 000 ton zaopatrzenia miesięcznie, jednak nie otrzymywały tyle. Dzięki temu nie były w stanie oprzeć się alianckiej ofensywie (operacja „Crusader”).
Ataki Osi osłabły po tym roku, gdyż ograniczone niemieckie siły zostały przerzucone na front wschodni i bombardowania były prowadzone tylko przez Włochów. Jednakże w grudniu 1941 ataki morskie i lotnicze z Malty zmusiły Niemców do kontynuowania bombardowań, w styczniu 1942 miały miejsce 263 naloty niemieckie. Paliwo, żywność i amunicja musiały być dostarczane, co było bardzo trudne. Wyspa była niemal odcięta. Alianci stracili 31 statków w nalotach; stracili również 191 zestrzelonych samolotów od czerwca 1940 do grudnia 1941, w tym 91 myśliwców.
W lutym 1942 dowództwo nad 249 eskadrą objął Stan Turner. Jego doświadczenie nabyte w lataniu z Douglasem Baderem nad Europą pozwoliło na zastosowanie nowych formacji bojowych. Przestarzałe w tamtym momencie Hurricany walczące z nowocześniejszymi Bf 109-F i Macchi MC.202 zostały wsparte w marcu 1942 przez 15 myśliwców Supermarine Spitfire Mk V, które przypłynęły na wyspę na lotniskowcu HMS „Eagle”. Lotniskowiec często dostarczał wyspie nowe maszyny. Dywizjony 601 i 603 przybyły 20 kwietnia. HMS „Eagle” wraz z amerykańskim lotniskowcem USS „Wasp” dostarczyły 59 maszyn. Jednakże wiele z maszyn przybyłych w tym okresie zostało zniszczonych w powietrzu i na ziemi z powodu przewagi liczebnej wroga. Na przykład przez pięć dni kwietnia tylko jeden Spitfire był zdolny do walki, przez dwa dni żaden. Przytłaczające bombardowania Osi powstrzymały ruchy ofensywne z wyspy.
W połowie 1942 siły Osi przeciwko Malcie były największe. Wynosiły: 520 samolotów Luftwaffe i 300 samolotów Regia Aeronautica. Składały się głównie z 140 myśliwców Messerschmitt Bf 109F i 80 Macchi C.202s. Oprócz tego niemieckie bombowce Junkers Ju 88.
Gdy RAF nie był w stanie zapewnić osłony swoim myśliwcom, dowództwo wysyłało w eter fałszywe komunikaty radiowe o przygotowywanych rajdach powietrznych sugerujące, że wszystkie myśliwce są w powietrzu. Wiedziano bowiem, że Luftwaffe prowadzi nasłuch.
W maju osiągnięto panowanie powietrzne nad wyspą pierwszy raz od początku wojny. W czerwcu Royal Navy rozpoczęła operację „Harpoon” i operację „Vigorous”. Dwa konwoje wyruszyły na Maltę z Gibraltaru, Hajfy i Port Saidu. Wschodni konwój został zmuszony do zawrócenia przez lotnictwo wroga. Dwa frachtowce z zachodniego konwoju przybyły na Maltę, dostarczając 15 tysięcy ton zaopatrzenia. 10 maja 1942 r. Albert Kesselring, głównodowodzący południowymi siłami Osi, zakomunikował OKW, że już „nie ma co bombardować”. Do lipca ofensywa powietrzna Osi osiągnęła swoje apogeum i ataki zostały zmniejszone.

### Wpływ bombardowań

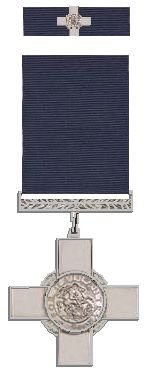
Krzyż Jerzego – odznaczenie, które otrzymała wyspa

15 kwietnia 1942 roku król Wielkiej Brytanii Jerzy VI Windsor odznaczył Maltę Krzyżem Jerzego – najwyższym brytyjskim odznaczeniem cywilnym, uzasadniając: za odwagę ludności przyznaję Krzyż Jerzego twierdzy Malta dającej świadectwo heroizmu i poświęcenia, które będzie miało miejsce w historii. Prezydent USA Franklin Delano Roosevelt nazwał Maltę małym, jasnym promieniem w ciemności. Niektórzy historycy zauważają znaczenie propagandowe odznaczenia, uzasadniające wielkie straty i mające zapobiec kapitulacji Malty tak, jak to miało miejsce podczas bitwy o Singapur.
W ciągu pierwszych sześciu miesięcy roku 1942 była tylko jedna doba bez bombardowań. Luftwaffe pomiędzy 20 marca a 28 kwietnia odbyło 11 819 lotów nad Maltą, zrzucając 6557 ton bomb. Z populacji wyspy liczącej 270 tysięcy ludzi zginęło 1493, a 3674 zostało rannych.
Oblężenie spowodowało znaczne trudności dla każdego na Malcie. Bombardowania pozbawiły domu wielu ludzi. Gospodarka i infrastruktura wyspy zostały zniszczone. Zakłócenie żeglugi spowodowało braki w żywności, paliwie i pozostałych towarach. W czasie największych niedoborów racjonowano trzy cukierki, pół sardynki i łyżkę dżemu na dzień. Słabe odżywianie i higiena doprowadzały do rozprzestrzeniania się chorób. Racje żołnierskie także były ograniczone z czterech do dwóch tysięcy kalorii na dzień. Malcie groził głód.

## Druga faza

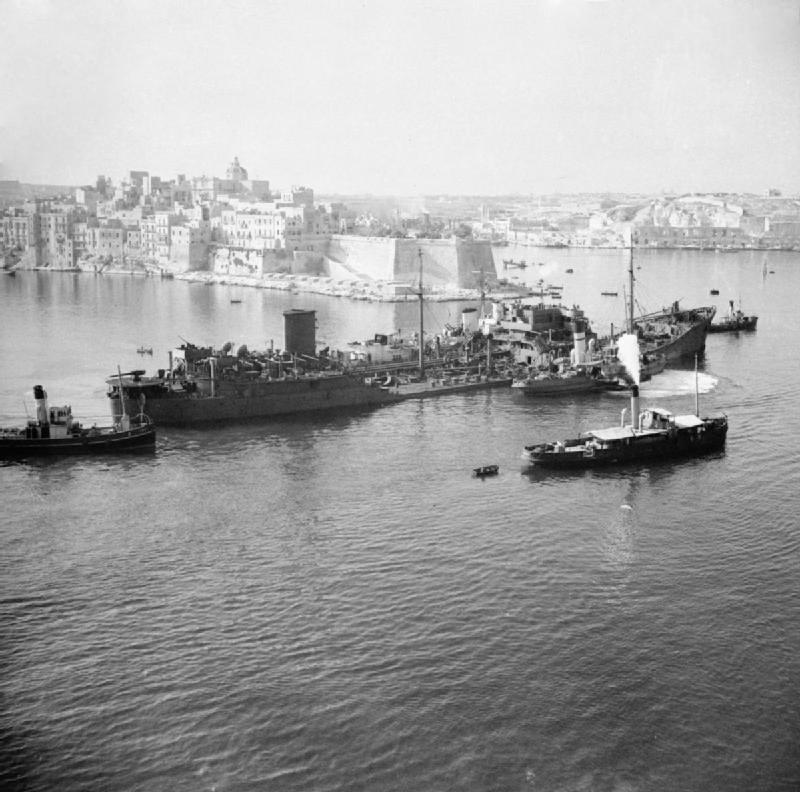
Zbiornikowiec „Ohio” wpływa do Valletty

Brytyjczycy skorzystali z przerw w nalotach i dostarczyli 61 samolotów Spitfire Mk V na lotniskowcu HMS „Furious”, które natychmiast poprawiły obronność wyspy, jednakże żywności, amunicji i paliwa lotniczego było coraz mniej. operacja „Pedestal” była główną próbą zaopatrzenia wyspy. Uczestniczyło w niej 14 frachtowców ochranianych przez 44 okręty wojenne, włączając w to pancerniki i lotniskowce, a także ataki lotnicze w innych częściach Morza Śródziemnego. Konwój został zaatakowany na początku sierpnia. Ocalałe frachtowce przybywały na Maltę od 13 do 15 sierpnia. Konwój przybył w święto Wniebowzięcia NMP obchodzone na wyspie. Amerykański tankowiec z brytyjską załogą SS Ohio został trafiony przez torpedy, bomby i spadający bombowiec nurkujący, ale dostarczył na wyspę paliwo lotnicze. Konwój stracił 9 z 14 frachtowców, jeden lotniskowiec, dwa krążowniki i jeden niszczyciel, prócz tego jeden lotniskowiec i dwa krążowniki zostały ciężko uszkodzone.
W tamtym okresie brytyjskie okręty podwodne, bombowce RAF i samoloty torpedowe Royal Navy operowały z Malty, siejąc spustoszenie w konwojach Osi, poważnie ograniczając zaopatrzenie i uzupełnienia wojsk niemiecko-włoskich w Afryce. W ten sposób ograniczyły możliwości ofensywy Rommla na Aleksandrię i Kair.
Luftwaffe ponowiło ataki od 17 października 1942. Jednakże obrońcy posiadali uzupełnienia w postaci myśliwców Spitfire Mk VB/Cs. Po 17 dniach Luftwaffe straciło 34 bombowce Ju 88, i 12 myśliwców Bf 109. RAF stracił 23 Spitfire’y zestrzelone i 20 rozbitych przy lądowaniu. 12 pilotów RAFu zginęło.
Oblężenie Malty zakończyło się po klęsce wojsk Osi w Afryce. 6 grudnia 1942 na Maltę przybył aliancki konwój, nie ponosząc żadnych strat. Po tym statki zaczęły przybywać na wyspę bez łączenia w konwoje. Ostatni nalot na wyspę miał miejsce 20 lipca 1943. Był to 3340 nalot od 11 czerwca 1940 roku.
Aliancka infrastruktura na wyspie była rozbudowywana od 1942 roku w celu późniejszego wykorzystania ofensywnego. Kilkanaście eskadr Spitfire’ów operowało z wyspy podczas inwazji na Sycylię.